# NGC 1810
NGC 1810 (другое обозначение — ESO 85-SC35) — рассеянное скопление в созвездии Золотой Рыбы, расположенное в Большом Магеллановом Облаке. Открыто Джеймсом Данлопом в 1834 году. Описание Дрейера: «довольно тусклый, маленький объект круглой формы, немного более яркий в середине, к востоку расположено шаровое скопление». По всей видимости, NGC 1810 является продуктом слияния двух скоплений. Возраст звёзд в нём составляет около 50 миллионов лет.
Этот объект входит в число перечисленных в оригинальной редакции «Нового общего каталога».